# Senden (Westfalen)
Senden település Németországban, azon belül Észak-Rajna-Vesztfália tartományban. Lakosainak száma 20 991 fő (2023. december 31.). Senden Münster, Ascheberg (Észak-Rajna-Vesztfália), Nordkirchen, Lüdinghausen, Dülmen, Nottuln, Havixbeck és Ascheberg községekkel határos.

## Népesség
A település népességének változása:
| Lakosok száma | 12 995 | 20 455 | 20 521 | 20 493 | 20 495 | 20 895 | 20 991 |
|               | 1975   | 2015   | 2017   | 2019   | 2021   | 2022   | 2023   |

## Híres emberek
- Itt született Wilhelm Haverkamp (1864–1929) német festő és szobrász